# American Pie presenta: Nudi alla meta
American Pie presenta: Nudi alla meta (American Pie Presents: The Naked Mile) è un film del 2006 diretto da Nick Hurran.
Si tratta del quinto episodio della serie di film statunitensi American Pie, diretto da Joe Nussbaum, su sceneggiatura di Eric Lindsay. Anche questo episodio come il quarto, American Pie Presents: Band Camp (2005), è uscito direttamente in DVD per il mercato dell'home video, il 19 dicembre 2006. Il protagonista stavolta è Erik Stifler, cugino di Matt e Steve Stifler protagonisti delle passate edizioni.

## Trama
Erik Stifler, cugino di Steve e Matt, arriva vergine all'ultimo anno di superiori perché la sua ragazza, Tracy, non si sente ancora pronta dopo due anni che stanno insieme. Per Erik, il peso di questa condizione è assurdo per due motivi: la pesante eredità che porta il suo cognome e le continue pressioni che i suoi due migliori amici, Ryan Grimm (campione di football della scuola, muscoloso e molto fortunato con le ragazze) e Mike Coozeman (chiamato Cooze perché pensa solo a quella cosa), gli mettono addosso.
L'occasione per onorare la famiglia si presenta quando Tracy, per non subire da lui ulteriori pressioni e per paura di perderlo, gli concede un buono-libertà in occasione di un weekend presso l'università frequentata da un suo altro cugino, Dwight (uno Stifler che rispetta il suo cognome e non fa altro che bere, festeggiare e copulare), nella quale si terrà la famosa corsa del miglio nudo.
Arrivati al campus, i tre respirano l'aria universitaria piena di feste, di belle ragazze, di sfide fra confraternite (come quella contro la confraternita di nani di cui è capo Rock e col quale Dwight ha un conto in sospeso) e soprattutto di alcool. Dopo la corsa nudi, i tre ragazzi riescono a conquistare delle ragazze e anche Erik che incontra un'universitaria molto disponibile di nome Brandy; pensando però a Tracy e ai consigli di Noah Levenstein (presente al campus perché fu colui che inventò il miglio nudo), nonostante il buono-libertà decide di tornare a casa senza concludere. Quindi va a cercare Tracy, triste perché immagina cosa il ragazzo stesse facendo, e le dichiara tutto il suo amore e la sua fedeltà, riuscendo infine ad avere il primo rapporto con lei. Alla fine del film, Rock e i suoi confratelli ricevono un DVD: lo mettono nel lettore e si vede Dwight a letto con la ragazza di Rock, compiendo la sua vendetta.

## Personaggi
- Erik Stifler: il protagonista del film. Cugino di Steve, Matt e Dwight, è uno Stifler che ancora è vergine perché la sua ragazza, Tracy, ancora non si sente pronta a fare sesso e così lei decide di concedergli il buono-libertà per partecipare al miglio nudo nell'università frequentata da Dwight, ma alla fine, nonostante la disponibilità dell'universitaria Brandy, decide di non usarlo e torna da Tracy dimostrandogli la sua fedeltà e riuscendo finalmente ad avere il primo rapporto sessuale con lei.

- Ryan Grimm: il migliore amico di Erik. È muscoloso, gioca a football ed è molto fortunato con le ragazze. Sia lui che Cooze metteranno pressioni a Erik per fargli perdere la verginità. Inoltre, sarà lui ad aiutare Erik quando questi sarà nei guai dopo essere fuggito nudo da casa di Tracy. Dopo il miglio nudo, rimorchia una ragazza di nome Alexis. Dopo aver finito il liceo, si trasferirà in California (infatti, Ryan non è presente nel sequel del film).

- Mike Coozeman: amico e compagno di scuola di Erik e Ryan. Ha una fissa matta per il sesso, tanto da essere soprannominato Cooze per via del fatto che pensi solo a quella cosa, e infatti non farà altro che desiderare di copulare. Riuscirà nel suo intento, finendo a letto con la ninfomane e pervertita Jill.

- Tracy: la fidanzata di Erik. Stanno insieme da due anni, ma non si sente ancora pronta ad avere un rapporto, perciò per Erik questo è un peso, così lei decide di concedergli il buono-libertà, che alla fine non utilizzerà e riusciranno finalmente ad avere il loro primo rapporto.

- Dwight Stifler: il cugino maggiore di Erik, leader della confraternita dei Beta Delta Xi. È uno Stifler che rispetta il suo cognome, infatti non fa altro che bere e copulare. Dopo il miglio nudo, andrà a letto con la ragazza di Rock, il nano leader della confraternita dei Lambda Pi Gamma, vendicandosi di lui per avergli strappato un pezzo di coscia l'anno prima.

- Rock: il nano leader dei Lambda Pi Gamma, la confraternita rivale dei Beta. È scorretto, arrogante, sleale e sempre in contrasto con Dwight, ma alla fine quest'ultimo compirà la sua vendetta portandosi a letto la sua ragazza.

- Noah Levenstein: il mitico padre di Jim. In questo film darà dei consigli a Erik raccontandogli di quando suo figlio mandò in bianco Nadia perché si era innamorato di Michelle negli eventi del secondo capitolo della saga. Si scoprirà, inoltre, che fu lui a inventare il miglio nudo.

- Brandy: è la ragazza che Erik incontrerà al campus universitario e lei si mostrerà subito molto gentile e disponibile, ma alla fine non ci concluderà nulla per la sua fedeltà a Tracy.

- Alexis: una ragazza riccia, amica di Brandy, che verrà rimorchiata da Ryan e finirà a letto con lui dopo il miglio nudo.

- Jill: una ragazza del campus, amica di Alexis e Brandy, la quale verrà rimorchiata da Cooze e finirà a letto con lui dopo il miglio nudo. Si dimostrerà essere una vera ninfomane perversa con una sessualità molto forte.

- Brooke e Natalie: le migliori amiche di Tracy. Daranno spesso all'amica dei consigli a fin di bene, anche se poco saggi, per la sua relazione con Erik.

## Riferimenti ad altre pellicole
- Nella scena iniziale, il film pornografico che possiede Erik è lo stesso che possiede Jim nel secondo film.
- Nella scena dove i tre amici partono per il weekend c'è un chiaro riferimento a una scena del film The Blues Brothers dove Elwood dice: "Sono 126 miglia per Chicago. Abbiamo un serbatoio pieno, mezzo pacchetto di sigarette, è buio e portiamo gli occhiali da sole..." e Jake risponde con "Vai". In questo film l'amico Ryan ricalca il discorso di Elwood con tanto di "Vai" e occhiali da sole indossati alla fine.
- Uscendo di casa, Dwight esclama: "Adoro l'odore di tette la mattina"; è un chiaro riferimento alla frase "Adoro l'odore del Napalm la mattina" del film Apocalypse Now.
- La scena in cui Erik e Brandy stanno per fare sesso è ambientata nella stessa stanza del primo film in cui Paul Finch e la mamma di Stifler lo fanno la prima volta.